# San Pietro in Vincoli

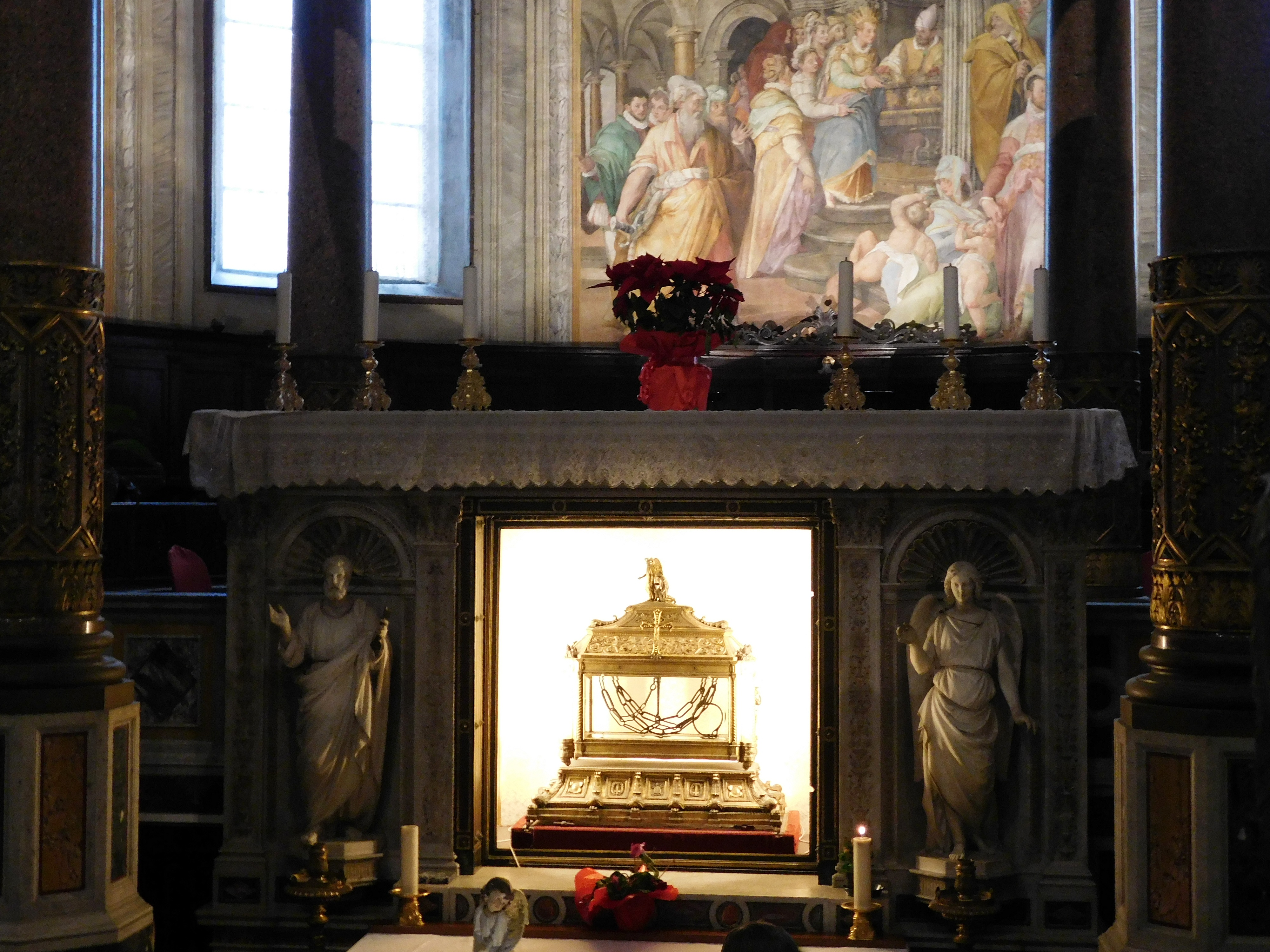
Thánh tích được giữ bên dưới bàn thờ bên trong Nhà thờ Thánh Phêrô Bị Xiềng Xích.

San Pietro in Vincoli ([san ˈpje.tɾo in ˈviŋ.ko.li]) hay Nhà thờ Thánh Phêrô Bị Xiềng Xích là một nhà thờ hiệu tòa và cũng là một tiểu vương cung thánh đường của Giáo hội Công giáo tại Rôma, Ý. Nơi đây nổi tiếng vì có thánh tích là dây xích từng được dùng để giam giữ Thánh Phêrô, bức tượng Môsê của Michelangelo, một phần ngôi mộ của Giáo hoàng Giuliô II.
Vương cung thánh đường này nằm trên đồi Oppian gần ga tàu điện ngầm Cavour, cách Colosseum một quãng ngắn.

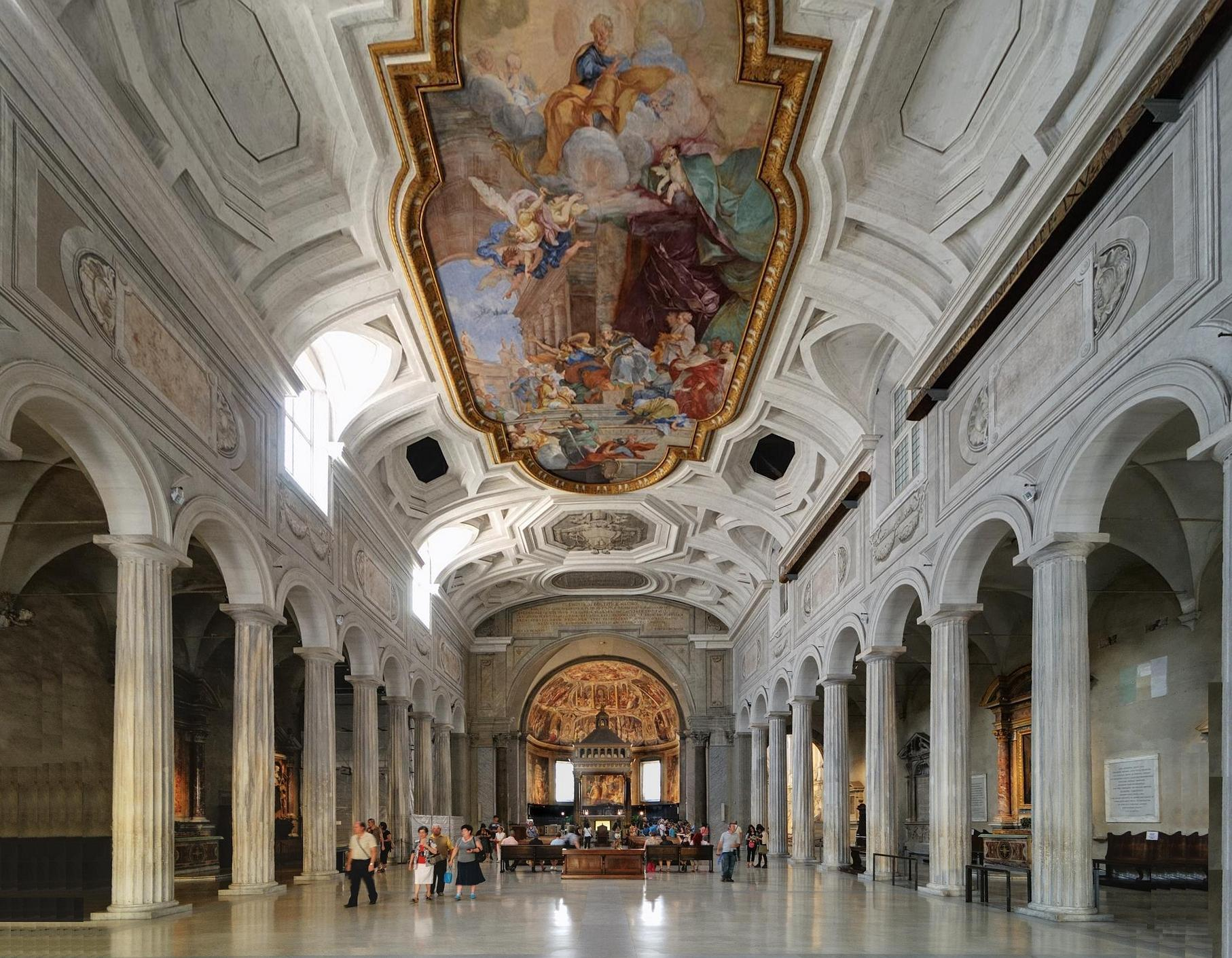
Bên trong vương cung thánh đường